# Муртер
Муртер је острво у хрватском дијелу Јадрана. Налази се у Шибенском арпхипелагу сјеверозападно од града Шибеника. Захвата површину од 17,57 km², а дужина обале износи 42,6 километара. Највиши врх на острву је Радуч са 125 метара. Административно припада Шибенско-книнској жупанији.
Обала је стрма и разуђена. Муртер је са копном повезан мостом пријеко Муртерског канала. На острву према посљедњем попису живи 5.100 становника, распоређених у четири насеља Муртер, Бетина, Језера и Тисно. Становништво се бави риболовом, туризмом и бродоградњом.